# 富士X卡口

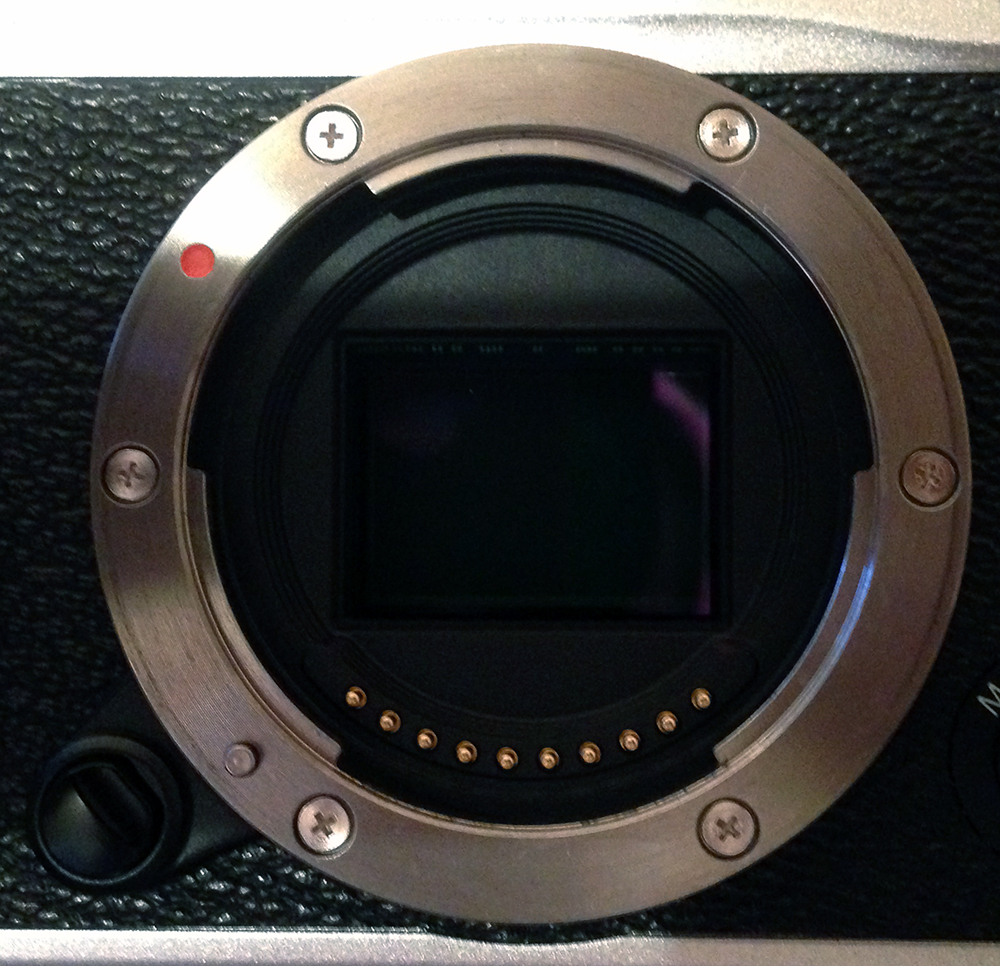
Fuji X-E1 机身上的X接口

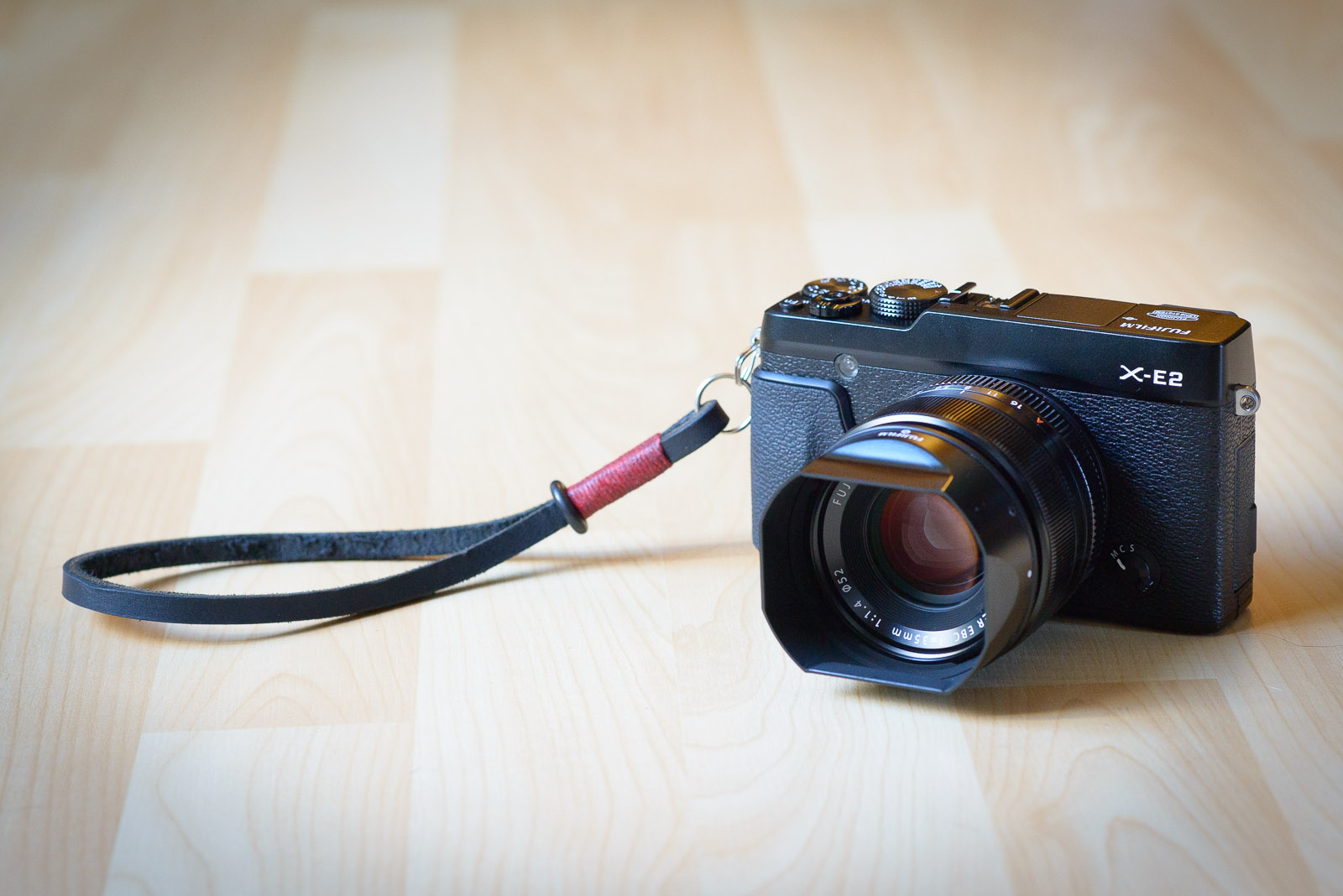
安装有 Fujinon XF 35mm F1.4 镜头的 Fuji X-E2 相机

富士X接口是一种由富士胶片设计并使用在其自己无反光镜可换镜头相机系统上的接口标准，具备17.7mm法兰距，采用卡口形式，也被称作富士X卡口，或直接称作X卡口。
目前除了富士自己的XF和XC镜头外，蔡司公司的Touit镜头和三阳光学也有为X卡口提供兼容镜头。此外，通过转接环，还可以使用Leica M 镜头在内的其他接口镜头。
"将镜头后组更深入镜头接口，更靠近传感器，分辨率会得到收益。机身和镜头间的信息交换也会确保不过的高响应体验。"

## X卡口机身
截至2020年2月，富士胶片目前有24款采用X接口的机身。
- Fujifilm X-Pro1: 第一款X接口机型，外观类似传统旁轴相机，具备1600万像素的APS-C规格X-Trans传感器，带有如富士 X100上的混合取景器。

- Fujifilm X-E1: 2012年9月发布的机型，较X-Pro1为小，但是几乎具备全功能，但混合取景器替换为具备236万像素的电子取景器。

- Fujifilm X-M1: 2013年7月发布的机型，目前是最小的X卡口机型，但使用与之前型号相同的X-Trans传感器。X-M1没有集成取景器，但是具备了可翻转屏幕、WiFi功能和升级的图像处理器。[3]

- Fujifilm X-A1: 2013年9月发布的入门机型，X-A1与X-M1共享相同机身但是不具备X-Trans传感器。

- Fujifilm X-E2: 2013年10月发布的机型，作为X-E1的后续。

- Fujifilm X-T1: 2014年1月发布的机型，具备全天候防护和可翻转屏幕，同时也是X接口机型中唯一提供可选电池手柄的型号。目前也是唯一支持UHS-II SD 卡的机型[4]

- Fujifilm X-A2:2015年3月發表的機型，為X-A1的後繼機型。

- Fujifilm X-T10:2015年6月發表的機型。
- Fujifilm X-E2S: 2016年1月發表的機型，為X-E2的升級機型。
- Fujifilm X-Pro2: 2016年1月發表的機型，為X-Pro1的後繼機型。具备2400万像素的APS-C规格X-Trans三代传感器和X-Processer Pro处理器。
- Fujifilm X-T2: 2016年7月發表的旗艦機型，為X-T1的後繼機型。具備2400万像素的APS-C规格X-Trans三代传感器和X-Processer Pro处理器。
- Fujifilm X-A3: 2016年8月發表的入門機型，作為X-A2的後繼。
- Fujifilm X-A10: 2016年11月發表的入門機型。
- Fujifilm X-T20: 2017年1月發表的中階機型，為X-T10的後繼機型，具備2400万像素的APS-C规格X-Trans三代传感器和X-Processer Pro处理器。

- Fujifilm X-E3:2017年9月發表的新機型，作为X-E2的升级版，使用了X-Trans三代传感器和X-Processer Pro处理器。[5]
- Fujifilm X-A5:
- Fujifilm X-H1:
- Fujifilm X-T100:
- Fujifilm X-T3:
- Fujifilm X-T30:
- Fujifilm X-A7:
- Fujifilm X-Pro3:
- Fujifilm X-T200:
- Fujifilm X-T4:
- Fujifilm X-T5:

## X接口镜头
以下都是在富士X接口上原生可用的镜头。其中富士原厂的XF和XC两系列，都使用“富士龙”（Fujinon）来命名；蔡司公司的产品则属于Touit系列。

### 富士的XF与XC镜头
- Fujinon XF 14mm f/2.8 R:超廣角定焦鏡頭，視野範圍約等於全幅相機的21mm焦距。對焦環可前後推拉以切換自動/手動對焦。此鏡於2012年九月發布。
- Fujinon XF 16mm f/1.4 R WR: 超大光圈定焦廣角鏡頭，視野範圍約同等於全幅相機24mm的焦距，此鏡於2014年底發布。
- Fujinon XF 16mm f/2.8 R WR: 大光圈定焦廣角鏡頭，視野範圍約同等於全幅相機24mm的焦距。價位及重量相對便宜及小於f/1.4版本。
- Fujinon XF 18mm f/2.0 R: 廣角定焦鏡頭，同時也是X卡口最原始的三個鏡頭之一。
- Fujinon XF 23mm f/1.4 R: 小廣角定焦鏡頭，它的視野範圍同等於全幅相機的35mm鏡頭焦距。
- Fujinon XF 27mm f/2.8:  標準視野定焦鏡頭，為緊湊的餅乾鏡設計。此鏡頭並沒有像其他大部分的富士鏡頭一樣設有光圈環，於2013年6月24號正式發布。
- Fujinon XF 35mm f/1.4 R: 具大光圈的標準定焦鏡頭。X卡口最原始的三個鏡頭之一。
- Fujinon XF 35mm f/2 R WR: 大光圈定焦標準鏡頭，視野範圍約同等於全幅相機52.5mm的焦距。價位及重量相對便宜及小於f/1.4版本。
- Fujinon XC 35mm f/2: 消費級的大光圈定焦標準鏡頭，視野範圍約同等於全幅相機52.5mm的焦距。價位及重量相對便宜及小於f/2版本。
- Fujinon XF 50mm f/2 R WR: 大光圈定焦中距鏡頭，視野範圍約同等於全幅相機75mm的焦距。
- Fujinon XF 60mm f/2.4 R Macro: 中望遠定焦鏡頭。具微距功能，放大倍率1:2。X卡口最原始的三個鏡頭之一。
- Fujinon XF 18-55mm f/2.8-4 R LM OIS: 這是X卡口的第一個變焦鏡，這鏡頭提供了廣角到中望遠的焦距，快又大的光圈以及鏡片穩定防抖功能。起初做為X-E1相機的搭配鏡(KIT鏡)販售。
- Fujinon XC 16-50mm f/3.5-5.6 OIS: 消費級的標準變焦鏡頭，包含了超廣角至中望遠的焦距(換算為全幅相機約24-76mm焦距)。做為X-M1相機的搭配鏡(KIT鏡)販售，相較於其他富士鏡頭，此鏡頭雖有較低的組裝素質，但在光學上仍維持相當的品質。該鏡為第一顆以"XC"為鏡頭前綴的鏡頭，相較於先前的富士鏡頭以XF為前綴，XC通常較為低價，且不具光圈環。此鏡於2013年6月發布
- Fujinon XF 55-200mm f/3.5-4.8 R LM OIS: 望遠變焦鏡頭，具有不錯的光圈大小。此鏡於2013年4月發布。
- Fujinon XC 50-230mm f/4.5-6.7 OIS: 消費級的望遠變焦鏡頭，搭載鏡片穩定防抖功能，相對小的光圈。
- Fujinon XF 10-24mm f/4 R OIS: 超廣角變焦鏡頭，搭載鏡片穩定防抖功能。此鏡於2013年4月發布。
- Fujifilm XF 50mm f/1.0 R WR: 中望遠定焦鏡頭(換算為全幅相機約75mm焦距)。具備超級大的f1.0光圈值。
- Fujinon XF 56mm f/1.2 R: 中望遠定焦鏡頭(換算為全幅相機約85mm焦距)。具備相當大的f1.2光圈值。此鏡於2014年2月發布。
- Fujinon XF 18-135mm f/3.5–5.6 R OIS WR: 一個具有防霧防灰塵，防手震功能的超變焦望遠鏡頭，涵蓋了視野範圍約等於全幅27-202.5mm的焦距。此鏡於2014年初發布。
- Fujinon XF 16-55mm f/2.8 R WR: 專業標準望遠變焦鏡頭，涵蓋了視野範圍約等於全幅相機24-82.5mm的焦距，具有防霧防灰塵功能，此鏡於2014年中發布。
- Fujinon XF 50-140mm f/2.8 R OIS WR: 一個具有防霧防灰塵，防手震功能以及大光圈的遠距變焦望遠鏡頭，涵蓋了視野範圍約等於全幅相機75-210mm的焦距。此鏡於2014年底發布。
- Fujifilm XF 200mm F2 R LM OIS WR: 大光圈定焦超望遠鏡頭，視野範圍約同等於全幅相機300mm的焦距。

### 卡尔蔡司 Touit
卡尔蔡司Touit是为APS-C画幅的无反光镜可换镜头相机提供的镜头，目前共有3枚：
- Carl Zeiss Touit Distagon T* 12mm f/2.8[6] ，超广镜头
- Carl Zeiss Touit Planar T* 32mm f/1.8，等效标准镜头，提供F1.8最大光圈
- Carl Zeiss Touit Makro-Planar T* 50mm f/2.8: 中焦微距镜头

### 三阳光学
- Samyang 8mm F2.8 FISHEYE，对角线鱼眼镜头
- Samyang 12mm F2，超广镜头
- Samyang 300mm f/6.3 Reflex，折返镜头[7]

### 唯卓仕
- Viltrox AF 13mm F1.4,自動對焦等效超廣角鏡頭
- Viltrox AF 23mm F1.4,自動對焦等效35mm鏡頭
- Viltrox AF 33mm F1.4,自動對焦等效50mm標準鏡頭
- Viltrox AF 56mm F1.4,自動對焦等效85mm人像鏡頭
- Viltrox AF 85mm F1.8,自動對焦人像鏡頭
- Viltrox AF 85mm F1.8 II, 自動對焦人像鏡頭